# Lisbeth Sachs
Lisbeth Sachs (* 12. Mai 1914 in Neuenhof; † 13. August 2002 in Zürich) war eine Schweizer Architektin. Sie wird verbreitet als eine der frühen prägenden Architektinnen der Schweizer Architekturgeschichte genannt.

## Vita und Ausbildung

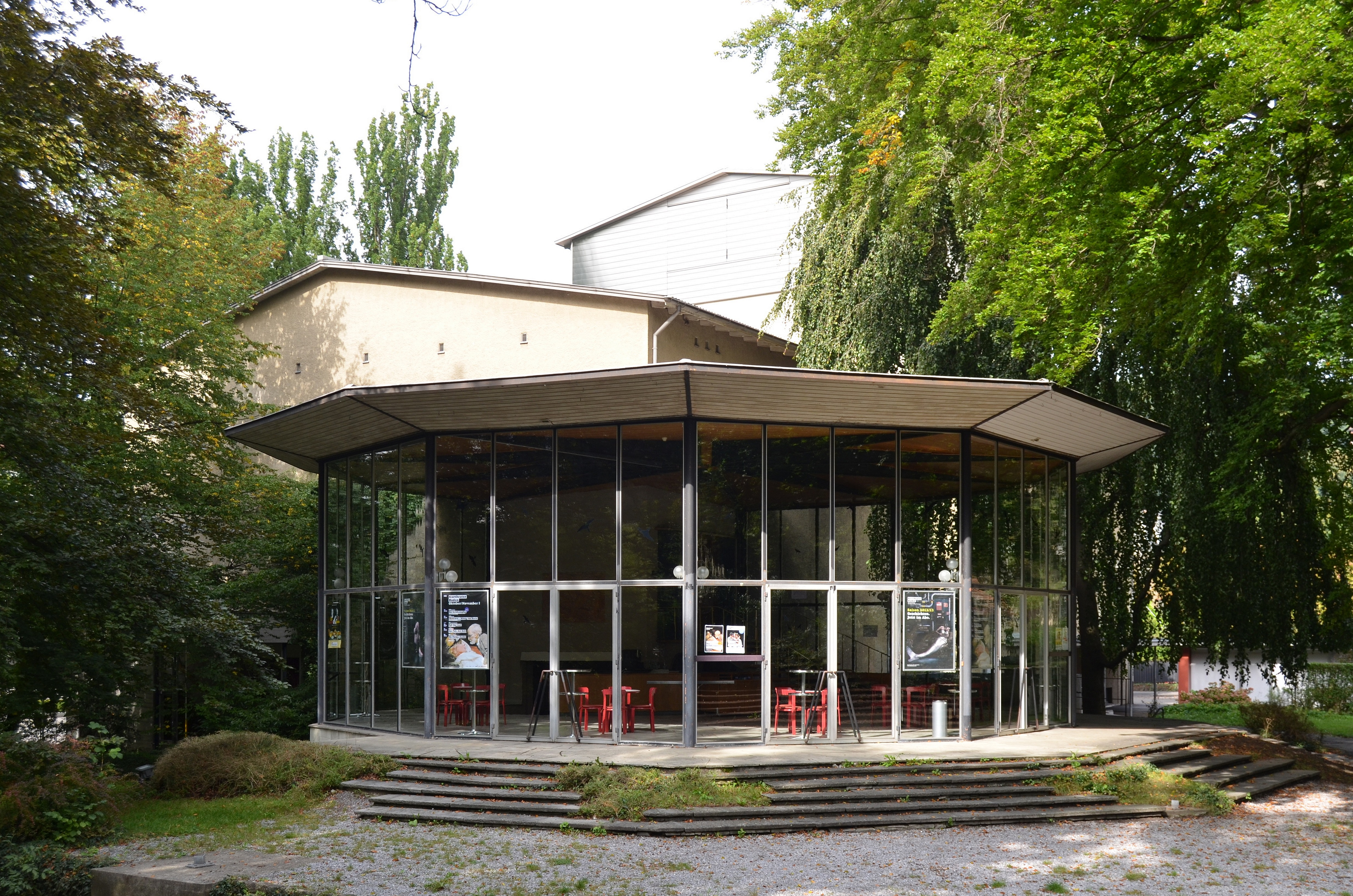
Dreh- und Angelpunkt: Das filigrane Foyer des Kurtheaters Baden

Bereits während des Schulbesuchs in Baden war Lisbeth Sachs regelmässig im Atelier von Bertha Tappolet und Luise Meyer-Strasser in Zürich zu Gast. Daraufhin studierte die Tochter eines Ingenieurs an der ETH Zürich Architektur, wo sie 1939 bei Salvisberg das Diplom ablegte. Wichtige Lehrer waren daneben auch Dunkel und Friedrich Hess. Während des Studiums war sie für ein Praktikum in Stockholm beim damals sehr beachteten Sven Ivar Lind, bei dem sie Pläne für den schwedischen Pavillon der Weltausstellung 1937 zeichnete, dessen filigrane Konstruktion sie sehr inspirierte. Ausserdem ging sie zur Mitarbeit bei Alvar Aalto nach Helsinki, einem Architekten, dessen Werk sie lebenslang beschäftigte und arbeitete in der Schweiz bei den Architekten Alfred Roth und bei Salvisbergs Nachfolger Roland Rohn in Zürich, bei Hermann Baur in Basel und bei Hans Brechbühler in Bern. Daneben konnte sie aber bereits 1939 durch den Gewinn des Wettbewerbs für ein Kurtheater Baden ein eigenes Büro eröffnen.
Sie lebte von 1914 bis 1950 in Ennetbaden. Gerne hätte sie auch unterrichtet, doch entsprechende Angebote erreichten sie nie.

## Werk
Das Kurtheater im Badener Kurpark konnte kriegsbedingt erst Anfang der 1950er Jahre ausgeführt werden. Zentraler räumlicher Entwurfsbestandteil ist das Foyer, das, mit filigraner Glasfassade zum Freien hin orientiert, den Besucher in einer promenade architecturale von den Garderoben kommend quasi noch einmal durch den Park führt, bevor er den Zuschauerraum betritt. Der Bau wurde bereits zeitgenössisch als wichtiger Beitrag zum Theaterbau der 1950er Jahre eingestuft. Für die Ausführung des mittlerweile als Kulturgut nationaler Bedeutung klassifizierten Gebäudes, das als ihr Hauptwerk gilt und das in der Diskussion um die notwendige Restaurierung Anfang des 21. Jhds ausführlich gewürdigt wurde, wurde ihr der im Wettbewerb nur zweitplatzierte Architekt Otto Dorer als Arbeitsgemeinschaft mitbeauftragt. Sonst wurden ihre Projekte für öffentliche Bauherrn oft auf die lange Bank geschoben oder nicht zur Ausführung freigegeben: Neben einer Rundkirche in Zürich arbeitete sie über zwanzig schlussendlich ungebaute weitere Projekte aus, etwa für Geschäftshäuser, ein schwimmendes Jugendhaus in der Zürcher Seebucht 1971, eine Siedlung in Feusisberg 1968 und in Wollerau 1972–74.
Bei der SAFFA 58 in Zürich, der zweiten schweizerischen Frauenausstellung, für die sie in der architektonischen Fachzeitschrift Werk auch die Rezension schrieb, errichtete sie die Kunsthalle, drei Rundpavillons unterschiedlichen Durchmessers, deren aufgelöste Aussenwände von Betonwandscheiben als Bildträger der Kunstwerke gebildet wurden, die zentripetal in die Landschaft wiesen und so Ausblicke und Ausgänge zuliessen und deren Dach jeweils durch eine schirmartig gespannte Kunststofffolie gebildet wurde, die so Licht und Schatten der Umgebung einfallen liess. Überhaupt schrieb sie in Tageszeitungen und Fachzeitschriften immer wieder auch Rezensionen und Reflexionen über Architektur und Kunst und mischte sich so in die laufende Debatte ein.
Dagegen gelangen ihr mehrere – auch publizierte – Bauten für private Auftraggeber wie etwa das Haus in Thalwil 1952, oft auch Holzkonstruktionen wie das Ferienhaus am Hallwiler See. Diese Werke bearbeitete sie nach Schilderung ihrer Biografin in ihrem Ein-Frau-Büro, in dem selten auch ein Lehrling oder Bauzeichner beschäftigt waren, ansonsten machte sie alles selbst und änderte bzw. entschied vieles auf der Baustelle. Sie sah sich als Idealistin des Bauberufs, die ihre Budgets peinlich genau einhielt, selbst aber kein «Flair für gewinnbringende Aufträge» hatte.

## Werke (Auswahl)
- Kurtheater, Baden, 1951–52, Wettbewerbsprojekt 1939, mit Otto Dorer
- Haus Heinrich, Baden, 1950–51
- Einfamilienhaus, Thalwil, 1952
- Kapelle, Renovierung, Böttstein, 1957
- Kunsthalle für die SAFFA (Schweizerische Ausstellung für Frauenarbeit), Zürich, 1958 (abgebrochen)
- Wochenendhaus Hirzel, Meilen, 1963
- Haus Ganz und Haus Geitlinger, Dielsdorf, 1964
- Haus Spörri, Knonau, 1964
- Ferienhaus, Aesch, 1967
- Haus Bühler, Blauen, 1969
- Haus Strauss, Niederhasli, 1979–80

## Belege
1. 1 2 3  Stanislaus von Moos: Doyenne der Schweizer Architektinnen, Nachruf in: Werk, Bauen und Wohnen, Bd. 89 (2002), Nr. 10 S. 2 f.
2. ↑  So z. B. die Doktorarbeit ihrer Biografin Evelyne Lang (-Jakob), Les premières femmes architectes de Suisse.
3. ↑  Ursina Jakob: Ein Frauenleben für die Architektur. Lisbeth Sachs zum 80. Geburtstag. In: Werk, Bauen + Wohnen Bd. 81 (1994) Nr. 6 S. 78, doi:10.5169/seals-61580
4. 1 2 3 4  Evelyne Lang Jakob: Zu Leben und Werk von Lisbeth Sachs. Nachruf in: Tec21, Bd. 128 (2002) Nr. 43 S. 32 f.
5. ↑  Christof Wieser: Poesie und Abstraktion. S. 62. In Werk, Bauen und Wohnen, Bd. 89 (2002), Nr. 6 S. 60–64.
6. ↑  Lisbeth Sachs: Grazie und Kraft. Erinnerung an Alvar Aalto. Nachruf in: NZZ vom 18. Mai 1976, S. 37–38.
7. ↑  Wettbewerbe Schweizerische Bauzeitung, Bd. 114 (1939) Nr. 17 S. 201.
8. ↑   https://www.ennetbaden.ch/fileadmin/00_website/Ennetbadener_Post/2019/EP_2019.04_def_Web.pdf, abgerufen am 24. November 2020.
9. ↑   Das neue Kurtheater in Baden. 1950/52, Architektengemeinschaft Lisbeth Sachs SIA und Otto Dorer SIA, Baden in: Werk, 39 (1952), Nr. 9, S. 286–290. doi:10.5169/seals-30275
10. ↑  So z. B. in der Buchbesprechung in der Werk-Chronik Bd. 36 (1949) zu:  Schweizerische Gesellschaft für Theaterkultur (Hrsg.): Theaterbau gestern und heute. Volksverlag Elgg, 1948. Online
11. ↑  Kantonsliste A- und B-Objekte Kanton AG. Schweizerisches Kulturgüterschutzinventar mit Objekten von nationaler (A-Objekte) und regionaler (B-Objekte) Bedeutung. In: Bundesamt für Bevölkerungsschutz BABS – Fachbereich Kulturgüterschutz, 1. Januar 2024,  (PDF; 410 kB, 25 S., Revision KGS-Inventar 2021 (Stand: 1. Januar 2023)).
12. ↑  Dreh- und Angelpunkt. Das Kurtheater Baden von Lisbeth Sachs In: Tec21, Bd. 131 (2005) Nr. 35 S. 5–?. doi:10.5169/seals-108608
13. 1 2  Lisbeth Sachs: SAFFA 1958 in Zürich 2. Ausstellung "Die Schweizerfrau, ihr Leben, ihre Arbeit" in: Werk, Bd. 45(1958) Nr. 10 S. 352–363; doi:10.5169/seals-35086 fälschlicherweise ist in der Onlinequelle Annemarie Hubacher, die Chefarchitektin der Ausstellung, als Autorin angegeben. Der Kunstpavillon wird auf S. 356 beschrieben.
14. ↑  Ursina Jakob: Ein Frauenleben für die Architektur. Lisbeth Sachs zum 80. Geburtstag. In: Werk, Bauen + Wohnen Bd. 81 (1994) Nr. 6 S. 78  doi:10.5169/seals-61580
15. ↑  Wohnhaus in Thalwil. 1952, Lisbeth Sachs SWB, Architektin SIA, Baden. in:  Werk, Bd. 42 (1955) Nr. 7 S. 216. doi:10.5169/seals-32529
16. ↑  Ferienhaus und Alterssitz am Hallwylersee : Architektin Lisbeth Sachs. in:  Werk, Bd. 56 (1969) Nr. 1 S. 30. doi:10.5169/seals-87245

| Personendaten    | Personendaten         |
| ---------------- | --------------------- |
| NAME             | Sachs, Lisbeth        |
| KURZBESCHREIBUNG | Schweizer Architektin |
| GEBURTSDATUM     | 12. Mai 1914          |
| GEBURTSORT       | Neuenhof              |
| STERBEDATUM      | 13. August 2002       |
| STERBEORT        | Zürich                |